# Manuel Luque
Manuel Luque (Almería, 1854 – Parigi, 1918) è stato un pittore e incisore spagnolo, trapiantato in Francia, dove sarebbe ben presto divenuto noto come illustratore e disegnatore satirico.

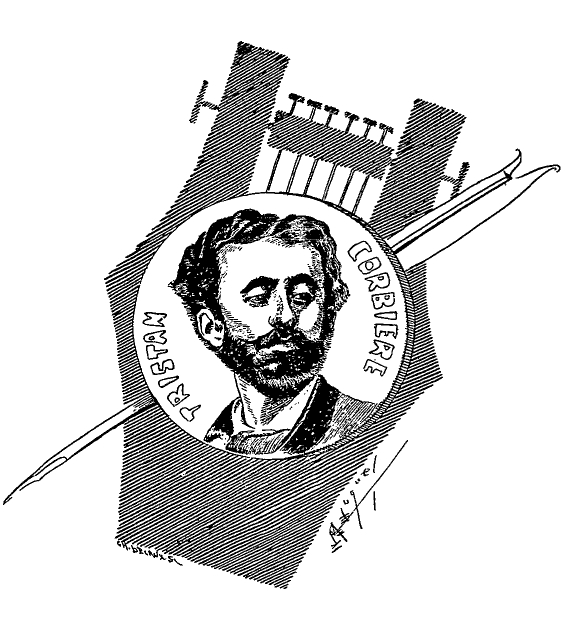
Ritratto di Tristan Corbière eseguito da Luque

Spagnolo di nascita, Manuel Luque de Soria si trasferisce ben presto a Parigi nel 1881 dove completa gli studi e si dedica all'arte seria partecipando alla famosa Esposizione degli impressionisti nel 1887 al Salon du Champs de Mars e al Salon des Refusés. È tuttavia nel mondo del disegno satirico e dell'illustrazione che trova la propria identità e la propria eccellenza, divenendo una delle migliori firme della fine dell'Ottocento.
Diventa disegnatore de La Caricature, la rivista fondata da Albert Robida, che la dirigerà dal 1880 al 1892. Collabora inoltre alle riviste Charivari, Le Rire, Assiette au Beurre, Monde Parisienne, Le Figaro. Amico di Henri de Toulouse-Lautrec lo spingerà a collaborare a Le Rire.
I suoi disegni, rivelano, oltre ad una tecnica eccellente, una rara capacità introspettiva. È considerato uno dei maggiori artisti andalusi.